# Hereford (raza bovina)
El Hereford es una raza bovina originaria del Reino Unido, conocida por su producción de carne.
Los animales de esta raza se caracterizan por tener un color rojo que varía desde el tono bayo hasta el cereza, con manchas de blanco puro en la cabeza, la parte posterior de las orejas, el pecho, el vientre, la parte inferior de las extremidades y la punta de la cola.
Se ha extendido a muchos países; en 2023 las poblaciones declaradas por 62 países sumaban más de siete millones de cabezas; poblaciones de más de 100000 fueron declaradas por Uruguay, Brasil y Chile. La raza llegó a Irlanda en 1775, y unos pocos fueron a Kentucky en los Estados Unidos en 1817; el Hereford americano moderno deriva de un rebaño establecido en 1840 en Albany, Nueva York.: 197  Estuvo presente en Australia antes de 1850, y en Argentina a partir de 1858. En el siglo XXI existen sociedades de raza en esos países y en la República Checa, Dinamarca, Estonia, Francia, Hungría, Países Bajos, Noruega, Portugal, España y Suecia en Europa; en Brasil, Chile, Paraguay y Uruguay en Sudamérica; en Nueva Zelanda; y en Sudáfrica.

## Historia
La raza se origina en la zona suroeste de Inglaterra en el condado de Hereford. Aún hoy a comienzos del siglo XXI los Hereford se pueden observar en la campiña de Herefordshire y son participantes prominentes de las feria de ganadería. Los primeros ejemplares de Hereford impotados a Estados Unidos llegaron hacia 1817 por iniciativa del político Henry Clay, y un mayor volumen de animales se importó hacia la década de 1840.
Hereford es una de las razas productoras de carne más importantes del mundo, seleccionada desde sus orígenes, hace más de 200 años, por reunir todas esas condiciones económicas que los criadores de ganado de carne desean y buscan. 
Los bovinos de carne Hereford tuvieron su origen a comienzos del siglo XVIII en el condado de Herefordshire, Inglaterra, como consecuencia de trabajos realizados por Benjamín Tomkins, con ganado de su propiedad. Fue él uno de los primeros en dedicarse a mejorar animales exclusivamente para carne. Desde ese condado, pasó a los vecinos, luego a Irlanda, no tardando en extenderse por todo el mundo. Está definitivamente establecido que desde comienzos del siglo XVIII, ese ganado llamó la atención por poseer características distintivas de color, conformación, constitución, mansedumbre, tendencia carnicera y temperamento. 

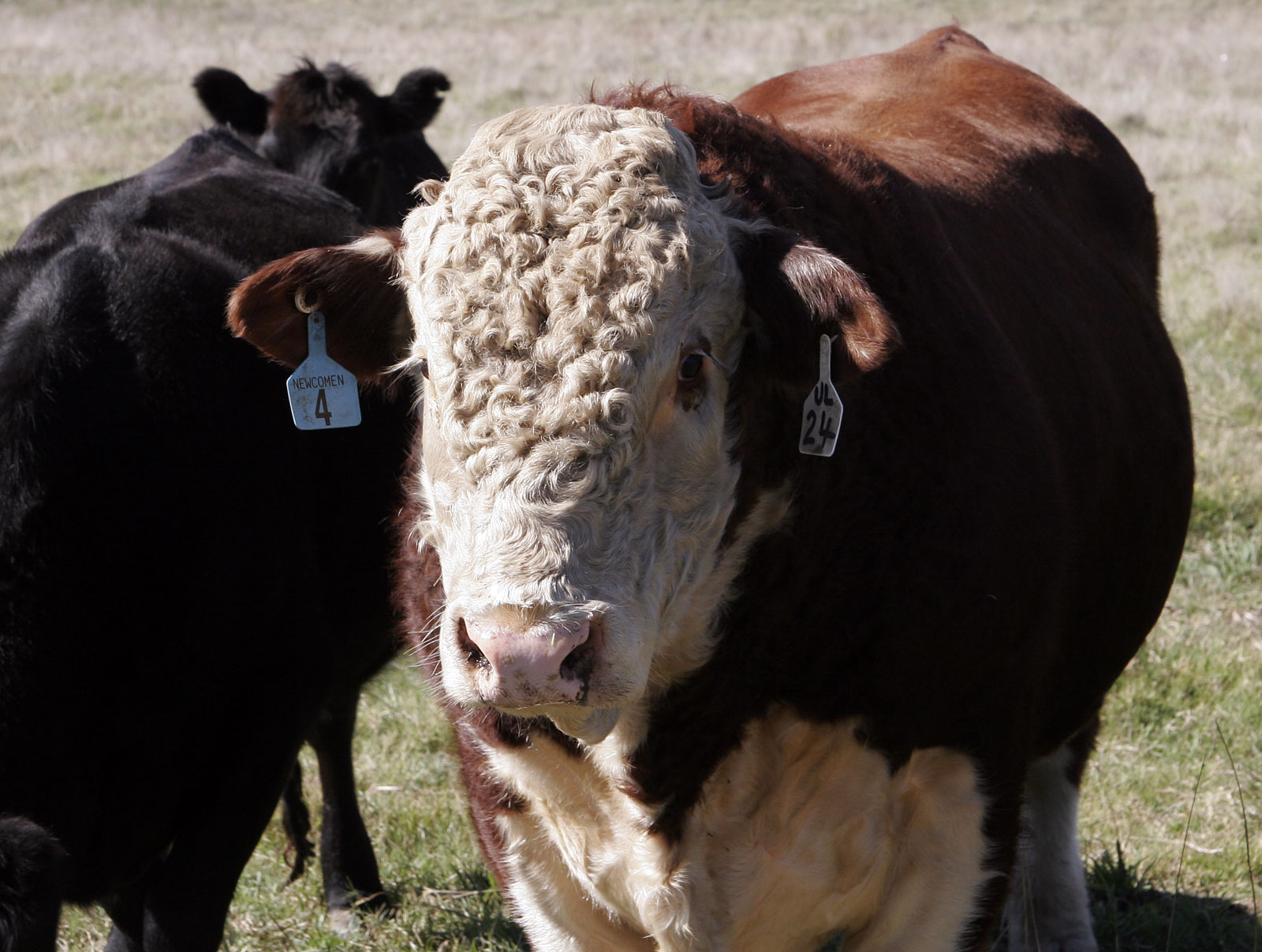
Un toro polled Hereford.

Los Polled Hereford (Hereford mocho), son Hereford sin cuernos, producto de una mutación genética. Esta variedad tuvo su origen en trabajos realizados por los señores Warren Gamond de Des Moines, Iowa (EE. UU.) y Messen M. Loyd dree Bobcaineon, Ontario, Canadá a fines del siglo pasado. La misma constituye una alternativa al procedimiento de corte de cuernos, el cual causa estrés y pérdida de peso en los animales.
Variedades: Polled Hereford (Hereford mocho)
Emparentada con la raza Hereford enana, la raza es famosa por su carne de alta calidad y las excelentes características maternales de las hembras. Los animales Hereford son de temperamento dócil, lo que permite un manejo más fácil comparado con el de otras razas de ganado. La calidad de su carne rivaliza con la de la raza Aberdeen angus.
De la cruza de esta raza con genética de cebú, se obtiene un híbrido denominado Braford.
El consejo mundial de la raza Hereford tiene su sede en Gran Bretaña. Actualmente posee 19 países miembros.

### Desarrollo en Argentina (1858-1924)
A este período corresponden las primeras importaciones y la fundación de importantes cabañas y establecimientos, muchos de los cuales aún perduran, que fueron los que introdujeron los primeros reproductores de pedigree, que se utilizaron en mestización primero y para la cría después.
En 1858 llega a la Argentina, para los señores San Martín y Delia, la primera importación de ganado Hereford de pedigree fue realizada por Leonardo Pereyra Iraola en mayo de 1862, cuando adquirió para su cabaña San Juan en Quilmes (actualmente Pereyra, Partido de Berazategui), a Niágara 2131, criado por John Taylor.
Por su parte el primer Polled Hereford de pedigree llega a la Argentina importado por la cabaña Las Hermanas de Rafael Herrera Vegas e Hijos en 1917, que adquirió a King Reyburn. 

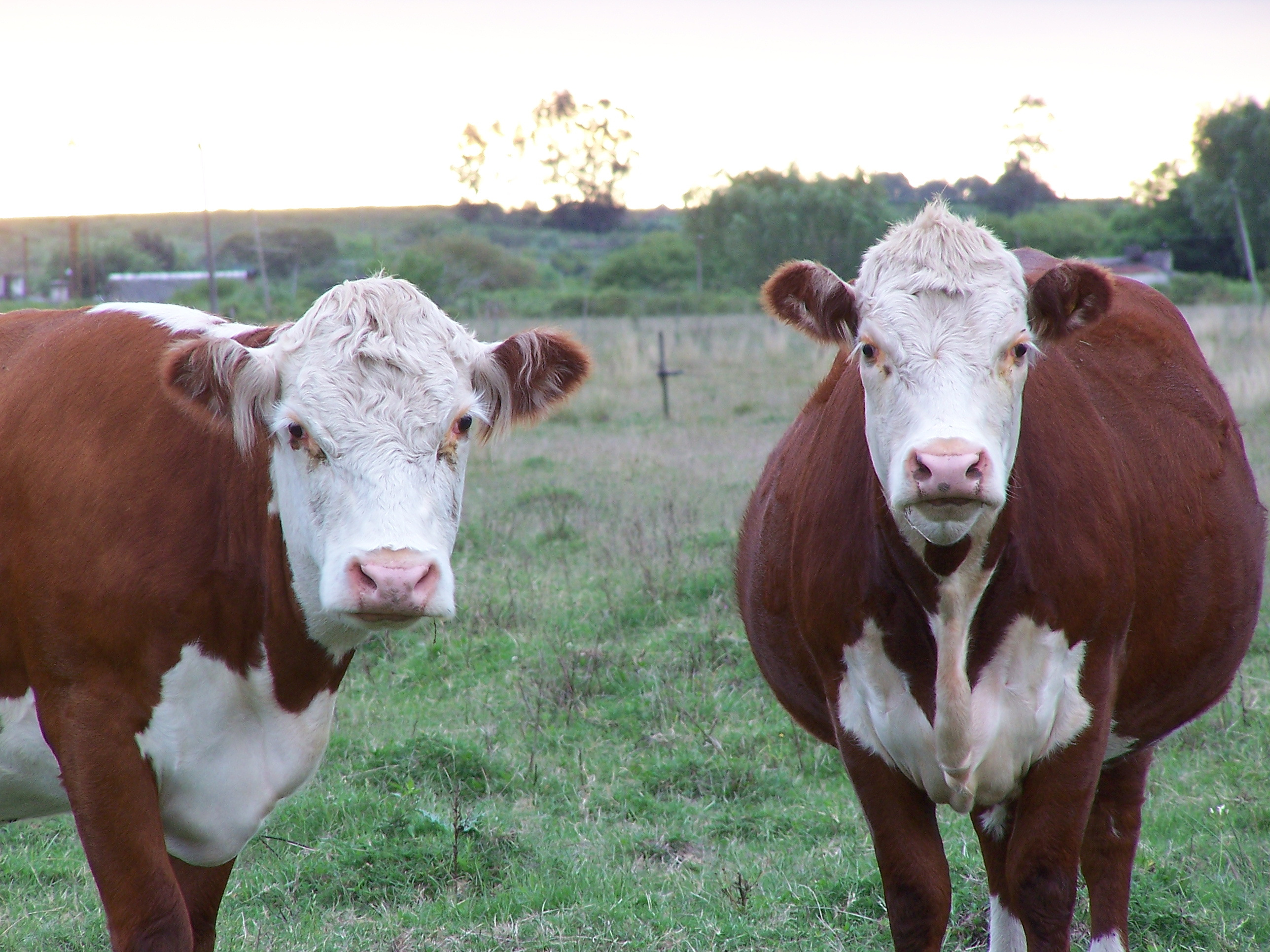
Ganado de raza Hereford en campos del sur de Uruguay.

El Hereford y el Polled Hereford, a diferencia de las demás razas bovinas que ingresaron a la Argentina, instalándose generalmente en la pampa húmeda, se difundieron primero por dicha zona pero rápidamente comenzaron a ocupar zonas más difíciles. Hoy están establecidos en cada una de las provincias del territorio argentino, desde el norte , hasta la precordillera y lo más austral del continente en Tierra del Fuego. 
Toda la ganadería de la Argentina, evolucionó positivamente durante estos años. Esto se consiguió gracias a que el factor primordialmente considerado al realizar las importaciones fue la calidad por sobre consideraciones en cuanto al costo de los reproductores. Ello y el celo puesto en la cría determinaron que el ganado argentino sea considerado uno de los más finos del mundo, aunque ésta afirmación no es compartida en la generalidad, pues no hay estudios ni consultas que avalen la afirmación.

## Características

### Descripción general
El color dominante es el rojo cereza al rojo abayado. Su cara es blanca, extendiéndose el blanco al pecho, vientre, ingle y extremidades, desde garrón y rodilla hacia abajo. El pecho y la cola es blanco, y las mucosas son rosadas. 
Es una raza bovina especialmente utilizada para la producción de carne.

### Opciones mocho y astado (A)
- La raza presenta animales mochos o astados, con igual performance y calidad.

### Sello de calidad (B)
- Raza única e inconfundible con marcas de genética inglesa presentes en el producto final.
- Garantiza un producto terminado consistente.
- Su cara blanca es un sello de calidad

### Fertilidad comprobada (C)
- La raza Hereford consolidó su fertilidad a través de 300 años de selección. Esta fertilidad inherente se transfiere a las hembras F1 y al resto de su fábrica de vacas.

- Un toro cubre más vacas
- Las hijas paren a los 2, 3, 4, 5, 6, 7... años.

### Eficiencia (D)
- Bajo mantenimiento. Excelentes convertidores de pasto y granos. Ninguna raza puede hacerlo mejor. Esta eficiencia biológica genera ganancias en todas las etapas de producción.
- Signo de eficiencia reproductiva. La vaca Hereford es sumamente confiable en su habilidad de lograr un ternero al año, quedar nuevamente preñada y criar su ternero con un peso óptimo para su venta.

### Temperamento (E)
- Buen carácter.
- Raza dócil y fácil de manejar.
- Reduce exigencias y costos de manejo.
- No todas las razas son iguales respecto a esta característica.

### Creada para perdurar (F)
- La correcta y resistente estructura del toro Hereford ofrece 1 a 4 años adicionales de actividad reproductiva, reduciendo las inversiones de compra.
- Ofrece un adecuado tamaño para los mercados internos y externos, crecimiento y músculo, amén del beneficio extra de su longevidad.

### Climas (G)
- Se adapta a todos los suelos y climas.
- Puede progresar tanto en campos desérticos y zonas muy frías como en campos húmedos y subtropicales.

### Bajo el cuero (H)
- Terneza certificada y producto sabroso y de alta calidad.
- Musculatura adecuada, pero no extrema, con niveles de carne roja consistentes.
- La influencia Hereford se adecua a todos los programas de carne con marca.
- Excelente nivel marmóreo
- Su cuero más pesado aumenta el valor del animal

## Distribución

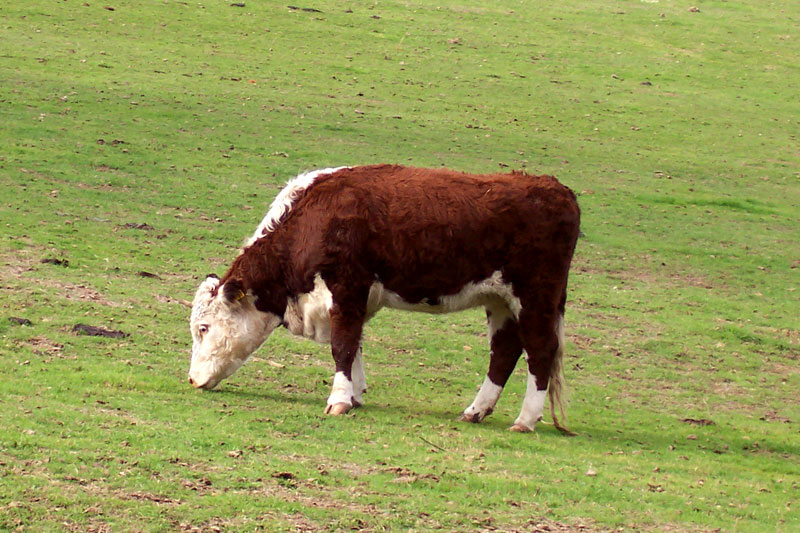
Ejemplar de raza Hereford.

Originalmente de Herefordshire, Inglaterra, la raza es muy popular en zonas templadas de Australia, sudoeste de Estados Unidos, noroeste de México,(en donde es conocido como "Cara Blanca de Chihuahua" por ser durante mucho tiempo, la raza de ganado predominante en dicho estado), Argentina, Uruguay, Chile y Nueva Zelanda. La raza es muy resistente y adaptable, ya que si bien se origina en una zona fría y húmeda como Gran Bretaña, la misma ha prosperado con gran éxito en climas mucho más hostiles. La raza se ha adaptado a un rango muy amplio de climas en casi todos los continentes...

## Salud

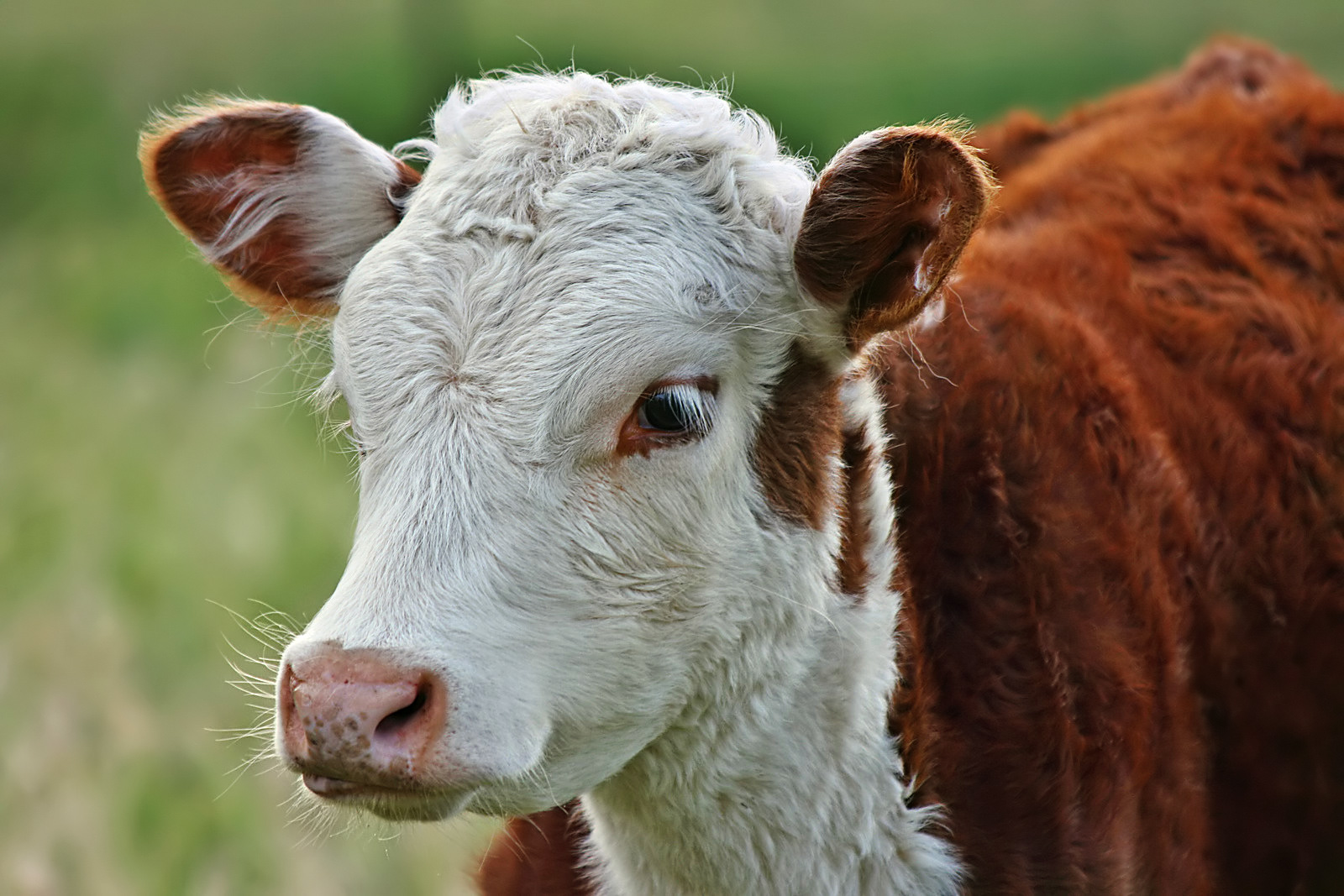
Un ternero Hereford en Victoria, Australia

El cáncer de ojo (carcinoma de células escamosas ocular) se da en los Hereford, sobre todo en países con luz solar intensa continuada y entre los que prefieren rasgos de bajos niveles de pigmentación roja alrededor del ojo. Los estudios sobre el cáncer ocular en el ganado Hereford de EE. UU. y Canadá demostraron que el pigmento del párpado y la corneoesclerótica son hereditarios y pueden disminuir el riesgo de cáncer.  El prolapso vaginal se considera un problema hereditario, pero también puede estar influenciado por la nutrición. Otro problema es que la piel expuesta de la ubre es de pigmentación clara y, por tanto, vulnerable a las quemaduras solares.
Se sabe que el enanismo se produce en el ganado Hereford, causado por un gen autosómico recesivo. La aparición por igual en novillas y toros significa que el enanismo no se considera una característica ligada al sexo.

### Plagas y parásitos
Las vacas Hereford, al igual que otros ganado, pueden verse afectadas por diversas plagas y parásitos. Algunas plagas comunes que pueden impactar a las vacas Hereford incluyen:
Las garrapatas pueden transmitir enfermedades como la enfermedad de Lyme y la anaplasmosis, además de causar irritación e infecciones secundarias. Varias especies de moscas, incluyendo las moscas de cuerno y las moscas de cara, pueden irritar a los bovinos y llevar a una reducción en el aumento de peso y la producción de leche. Tanto los piojos masticadores como los chupadores pueden infestar a los bovinos, causando picazón, pérdida de pelo y una disminución en la salud general. Los parásitos internos como los lombrices, las tenias y los gusanos pulmonares pueden afectar la digestión y la salud general, lo que lleva a pérdida de peso y un crecimiento deficiente. Los ácaros pueden causar irritaciones en la piel y condiciones como la sarna. además de las moscas y las garrapatas, otros parásitos externos como las pulgas también pueden afectar al ganado.

## Edad y producción de carne
Los terneros se destetan típicamente entre los 6 y 8 meses y pueden ser terminados para el mercado entre los 12 y 18 meses. En promedio, un novillo Hereford puede producir alrededor de 227-272 kg de carne comercializable en el momento del sacrificio. A medida que envejecen, la calidad de la carne puede mejorar, pero es esencial equilibrar la edad con los costos de alimentación y el momento del mercado.

### Factores económicos
Los bovinos Hereford son seleccionados a menudo por su eficiencia alimenticia, lo que puede reducir los costos asociados con su crianza.
Tienen buenas tasas reproductivas y pueden adaptarse bien a varios climas, lo que contribuye a su popularidad entre los productores de carne.
El cruzamiento de Herefords con otras razas, como Angus, puede mejorar la calidad de la carne y el rendimiento, mejorando aún más la viabilidad económica.